# Aéroport T. F. Green de Providence
L'aéroport de Providence ou « Theodore Francis Green State Airport », (code IATA : PVD • code OACI : KPVD) est un aéroport domestique desservant la ville de Providence, la capitale et la ville la plus peuplée de l’État du Rhode Island, aux États-Unis. C'est également la plus grande ville de Nouvelle-Angleterre après Boston.
L'aéroport est situé sur la commune de Warwick, à 10 km au sud de Providence. 

## Statistiques
Pour des raisons techniques, il est temporairement impossible d'afficher le graphique qui aurait dû être présenté ici.

Voir la requête brute et les sources sur Wikidata.

## Compagnies et destinations
| Compagnies           | Destinations |
| -------------------- | --- |
| Air Canada Express   | En saison : Toronto (Pearson) |
| Allegiant Air        | Cincinnati-Northern Kentucky, Punta Gorda (Floride), Savannah                                                                          |
| American Airlines    | Charlotte-Douglas, Philadelphie, Washington-Reagan                                                                                     |
| American Eagle       | Charlotte-Douglas, Chicago-O'Hare, Philadelphie, Washington-Reagan                                                                     |
| Delta Air Lines      | Atlanta H.-Jackson, Détroit |
| Delta Connection     | En saison : Détroit |
| JetBlue Airways      | Fort Lauderdale-Hollywood, Orlando, Palm Beach                                                                                         |
| Southwest Airlines   | Baltimore-T. Marshall, Chicago-Midway, Fort Lauderdale-Hollywood, Orlando, Tampa, Washington-Reagan En saison : Fort Myers, Palm Beach |
| Sun Country Airlines | En saison : Las Vegas-Harry-Reid, Minneapolis-Saint-Paul, Nashville, La Nouvelle-Orléans-L. Armstrong, Punta Cana                      |
| United Airlines      | En saison : Chicago-O'Hare |
| United Express       | Chicago-O'Hare, Newark-Liberty En saison : Washington-Dulles                                                                           |